# 円山 (福井市)
円山（えんざん）は、福井県福井市の地区及び町名。現行行政地名は円山一丁目のみ。住居表示は未実施。郵便番号918-8207。

## 地理

### 円山地区
あずまブロック(北東部)に属し、以下の町名が円山地区に属している。
- 今泉町
- 円山
- 北今泉町
- 北四ツ居
- 北四ツ居町
- 河増町
- 下中町
- 大東
- 東今泉町
- 丸山
- 南四ツ居
- 南四ツ居町

### 福井市円山
福井市の中北部に位置し、東・南・南西に北四ツ居町、北東に丸山町、北西と北に丸山と隣接している。

## 世帯数と人口
2018年（平成30年）5月1日現在の世帯数と人口は以下の通りである。
| 丁目       | 世帯数  | 人口  |
| ---------- | ------- | ----- |
| 円山一丁目 | 168世帯 | 452人 |

## 小・中学校の学区
市立小・中学校に通う場合、学区は以下の通りとなる。
| 番・番地等 | 小学校           | 中学校           |
| ---------- | ---------------- | ---------------- |
| 全域       | 福井市円山小学校 | 福井市大東中学校 |